# 安吉拉·布朗宁
安吉拉·布朗宁，布朗宁男爵夫人（英語：Angela Frances Browning, Baroness Browning，娘家姓：Pearson，1946年12月4日—）是一位英國保守黨政治人物，1997年至2001年任蒂弗頓和霍尼頓國會選區國會議員，2011年曾短暂任英國內政部部长。